# Aimo Diana
Aimo Diana (Brescia, 2 januari 1978) is een Italiaans voormalig voetballer die normaliter als rechtermiddenvelder speelde, maar ook als rechtsback uit de voeten kon. Hij speelde van 2004 tot en met 2007 dertien keer in het Italiaans voetbalelftal, waarvoor hij één keer scoorde.

## Brescia en Hellas Verona
Diana's professionele voetbalcarrière begon bij de profclub uit zijn geboortestad, Brescia Calcio. Voor het eerst mocht hij zich in het seizoen 1996/1997 melden bij het eerste team van de club. Zijn debuut maakte hij ook nog dat seizoen, in de Serie B waar Brescia toen in speelde. De club wist te promoveren en mocht daardoor het seizoen erop in de Serie A uitkomen. Zijn debuut op het hoogste niveau maakte Aimo Diana in een wedstrijd tegen Internazionale. Die ging echter wel met 2-1 verloren. Desalniettemin groeide Diana dat seizoen uit tot een belangrijke waarde voor het team. Hij kwam 29 keer in actie, maar kon de directe degradatie niet voorkomen. Daardoor moest hij samen met Brescia in het seizoen 1998/1999 weer in de Serie B spelen. Doordat ze dat seizoen niet wisten te promoveren, speelde hij in het seizoen '99/'00 voor Hellas Verona, wat mede-eigenaar van hem was. Aimo Diana wilde namelijk op het hoogste niveau spelen en dat seizoen speelde Verona in de Serie A. Doordat Brescia aan het eind van dat seizoen wel weer wist te promoveren, sloot Diana zich toen daar weer aan bij de selectie. 2000/2001 was ook het laatste seizoen dat hij voor de club speelde. Daarna werd hij getransfereerd naar een grotere Italiaanse club. In totaal speelde Aimo Diana 93 wedstrijden voor Brescia, waarin hij viermaal wist te scoren. Voor Hellas Verona heeft hij een totaal van 25 wedstrijden achter zijn naam staan, waarin hij nimmer tot scoren kwam.

## Parma FC en Reggina Calcio
In de zomer van het jaar 2001 werd Aimo Diana, samen met onder andere de Japanner Hidetoshi Nakata, als een van de nieuwe aanwinsten gehaald door Parma FC, voor het seizoen 2001/2002. Ondanks de verwachting kwam Diana niet tot erg goede prestaties bij Parma. In zijn eerste seizoen kwam hij nog redelijk vaak in actie, namelijk 21 keer. Daarin wist hij ook eenmaal het net te vinden. In het tweede seizoen betrad hij echter nog maar sporadisch het veld en werd daardoor ook in de winterstop verhuurd aan een andere Italiaanse club, Reggina Calcio genaamd. Daar kwam hij vaker aan spelen toe, maar hij kon de leiding van de Parmezanen niet overtuigen en werd daardoor aan het eind van het seizoen verkocht. In totaal speelde Aimo Diana 26 wedstrijden voor Parma, waarin hij één keer scoorde. Voor Reggina scoorde hij niet in zijn zestien wedstrijden voor de club.

## Sampdoria
Na zijn vertrek bij Parma tekende Aimo Diana in de zomer van 2003 een contract bij de toenmalige promovendus en ex-club van Ruud Gullit en Clarence Seedorf, Sampdoria. Daar speelde hij zich voor het eerst in de kijker van de Italiaanse bondscoach. Onder andere dankzij zijn goede spel degradeerde Sampdoria niet en bleef het spelen op het hoogste niveau. Dat deed het nog toen in 2006 Diana besloot te vertrekken. Voor Sampdoria speelde hij een totaal van 65 wedstrijden. Daarin was hij tien keer trefzeker.

## Palermo
In de zomer van 2006 maakte Aimo Diana de overstap van Sampdoria naar US Città di Palermo, kortweg Palermo.

## Interlandcarrière
Aimo Diana maakte op 28 april 2004 zijn debuut voor het nationale team van Italië. In die wedstrijd, die tegen Spanje werd gespeeld, verving hij in de 75ste minuut Stefano Fiore. Toenmalig bondscoach Giovanni Trapattoni besloot hem evenwel niet mee te nemen naar EURO 2004 in Portugal. Diana maakte wel een goede kans mee te mogen naar het WK 2006, wat Italië won. Hij moest toen afhaken vanwege een blessure.

## Erelijst
- Serie B: 1997 (Brescia)
- Coppa Italia: 2002 (Parma)